# 太陽報 (英國)
《太陽報》是富商默多克擁有的新聞集團（News Corporation）旗下的一份小開型日報。《太陽報》是全英國銷量最高的報章，2004年後期該報的每日發行量達320萬份。星期日版的《太陽報》名為《周日太陽報》（The Sun On Sunday），在2011年以前為《世界新聞報》（News of the World）。
太陽報銷量、知名度高，有調查指在ABC1類高級讀者群（页面存档备份，存于）之中，《太陽報》讀者比同集團的知識型報章《泰晤士報》高出一倍。

## 歷史
1964年，《太陽報》為取代被賣盤的《每日先驅報》（Daily Herald）而創辦。《太陽報》初期銷量不好，於是被轉售予傳媒大亨梅鐸。該報正於此時轉為小報型報刊。《太陽報》轉型後加入大量的通俗內容，不過仍然維持親工黨的立場。該報因而銷量激增，1970年起更推出著名的「三版女郎」（Page 3 Girl）。第三頁女郎原先只是著名模特兒的寫真，後來形式轉為每天登場的上身裸女。在撒切尔执政时期，《太阳报》为亲保守党报刊，曾批评当时权力过大的工会。
1997年～2007年支持東尼·布萊爾的新工黨路線，2007年戈登·布朗接任首相後，逐漸回到親保守黨的立場。

## 編寫手法
批評《太陽報》的人主要針對報內大量的低俗、煽情的內容和不專業的編寫手法，以及政治立場偏重中下阶层保守派民众的喜好。《太陽報》曾多次把英國內外的國家元首、大事拿來開玩笑。例如在福克蘭戰爭步入尾聲的時候，阿根廷军舰贝尔格拉诺将军号被擊沉，該報把頭條寫作「打中了！（Gotcha!）」《太陽報》對美军占领伊拉克、反歐洲一體化、反法國德國、反新移民的立場也十分鮮明。英軍總是被《太陽報》暱稱為「咱們的阿兵哥」（our boys）。而伊拉克戰爭初期，《太陽報》更曾把反戰的法國總統希拉克謔稱為「蚯蚓」（le Worm），然後專程把當天的《太陽報》譯成法語在巴黎街頭派發。

## 相关事件
- 1989年，《太陽報》臭名昭著的“The Truth（真相）”頭版，虛構了利物浦球迷在希爾斯堡慘劇中偷盜死者財物，阻止救援等行為。其後《太陽報》開始被禁止專訪利物浦俱樂部主教練或者球員，但可以報導比賽和參加新聞發佈會；2017年2月11日，利物浦俱樂部決定，禁止《太陽報》記者進入安菲爾德球場和梅爾伍德訓練基地。另外，“The Truth”报道刊发之后，《太阳报》也在利物浦及默西賽德郡民间遭到广泛抵制，报纸在当地的销量和地位一落千丈。
- 2012年1月7日，时任英国广播公司电视汽车节目《Top Gear》主持人杰里米·克拉克森（Jeremy Clarkson）在报上刊文，称“‘花样游泳’只是一些在水中头朝下、带着帽子的中国女人，你可以在莫克姆海滩免费看到这些”影射拾貝慘案中不幸溺死的中国婦女，此举引来了中方的不满。中国驻英使馆发言人要求英方表态，“纠正错误”。[3]

## 大選支持政黨
|                | 英格蘭/威爾斯 | 英格蘭/威爾斯 | 蘇格蘭       | 蘇格蘭       |
| 1966年大選     |               | 工黨          | 沒有單獨版本 | 沒有單獨版本 |
| 1970年大選     |               | 工黨          | 沒有單獨版本 | 沒有單獨版本 |
| 1974年2月大選  |               | 保守黨        | 沒有單獨版本 | 沒有單獨版本 |
| 1974年10月大選 |               | 工黨          | 沒有單獨版本 | 沒有單獨版本 |
| 1979年大選     |               | 保守黨        | 沒有單獨版本 | 沒有單獨版本 |
| 1983年大選     |               | 保守黨        | 沒有單獨版本 | 沒有單獨版本 |
| 1987年大選     |               | 保守黨        |              | 保守黨       |
| 1992年大選     |               | 保守黨        |              | 保守黨       |
| 1997年大選     |               | 工黨          |              | 工黨         |
| 2001年大選     |               | 工黨          |              | 工黨         |
| 2005年大選     |               | 工黨          |              | 工黨         |
| 2010年大選     |               | 保守黨        | 沒有背書     | 沒有背書     |
| 2015年大選     |               | 保守黨        |              | 苏格兰民族党 |
| 2017年大選     |               | 保守黨        |              | 苏格兰民族党 |
| 2019年大選     |               | 保守黨        | 沒有背書     | 沒有背書     |

## 外部連結
- 英國《太陽報》網站（页面存档备份，存于）